# Dyrham Park
Dyrham Park est un manoir baroque[réf. nécessaire] situé dans un très ancien parc à cerfs près du village de Dyrham, dans le South Gloucestershire, en Angleterre. En 2020, Dyrham Park était l'une des 93 maisons historiques identifiées par le National Trust comme ayant des liens avec les quatre cents ans de domination coloniale et le passé esclavagiste de la Grande-Bretagne. Dyrham Park a des liens avec la Virginie, la Barbade et la Jamaïque,.

## Description
La demeure est située sur un ensemble de jardins et d'espaces verts couvrant 1,1 km2 (soit 274 acres). La façade ouest de 1692 a été commandée à Samuel Hauduroy, l'architecte huguenot, et la façade est, datant de 1704, à William Talman, l'architecte de Chatsworth House, par William Blathwayt, alors Secrétaire à la guerre de Guillaume III.
Du fait des relations de William Blathwayt avec la famille royale et de l'influence de son oncle, Thomas Povey, Dyrham devint une vitrine des arts décoratifs hollandais. La collection comprend des céramiques de Delft, des tableaux, et du mobilier. Au XVIIIe siècle ont été ajoutés des meubles de Gillow et Linnell. Les intérieurs ont été peu remaniés depuis leur décoration par William Blathwayt. La famille Blathwayt a vécu dans cette résidence jusqu'en 1956, date à laquelle le gouvernement l'a acquise. Le National Trust en est devenu propriétaire en 1961.

## Dyrham Park au cinéma et à la télévision
Dans la mini-série Orgueil et Préjugés, adaptée en 1967 du roman de Jane Austen par la BBC, c'est Dyrham Park, qui est Pemberley, la résidence de Fitzwilliam Darcy.
Dyrham Park est l'une des demeures utilisées pour le tournage du film de 1993, Les Vestiges du jour (les scènes d'intérieur étant tournées à Powderham Castle (en) et Corsham Court). Une vue aérienne de Dyrham Park apparaît dans la séquence d'ouverture du film de 2008 Australia. La résidence a été utilisée pour les scènes d'extérieur et de jardins de la mini-série de la BBC sortie en 1999, Wives and Daughters, adaptée du roman d'Elizabeth Gaskell.
En septembre 2010, la BBC a tourné à Dyrham Park des scènes de l'épisode Terreurs nocturnes de la saison 6 de Docteur Who.
En 2019 le château incarne Sanditon house dans Bienvenue à Sanditon.